# Listă a bătăliilor napoleoniene
Cuprins: Început - 0–9 A B C D E F G H I J K L M N O P Q R S T U V W X Y Z

Această listă include bătăliile care s-au desfășurat în timpul Erei napoleoniene, adică din aprilie, 1796, până pe 19 iunie, 1815.

## A
- Bătălia navală de la Abukir
- Prima bătălie de la Abukir 25 iul, 1799
- A doua bătălie de la Abukir 8 mar, 1801
- Bătălia de la Abensberg 20 apr - 1809
- Asediul de la Accra 17 mar - 20 mai 1799
- Bătălia de la la Albuhera 16 mai - 1811
- Bătălia de la Alcañiz 23 mai - 1809
- Bătălia de la Amstetten 5 noi 1805
- Bătălia de la Arcis-sur-Aube 20 -21 mar 1814
- Bătălia de la Arcole 15-17 noi, 1796
- Bătălia de la Aspern-Essling 22 mai 1809
- Bătălia de la Auerstaedt 14 oct, 1806
- Bătălia de la Austerlitz 2 dec, 1805

## B
- Bătălia de la Badajoz 16 mar - 6 apr, 1812
- Bătălia de la Bailén 18 iul - 22 iul, 1808
- Bătălia de la la Barrosa 5 mar, 1811
- Bătălia de la Bautzen 21 mai 1813
- Bătălia de la Berezina 26 - 29 noi, 1812
- Înfruntările de la Bergisel 25 mai - 1 noi, 1809
- Bătălia de la Borodino 7 sep, 1812
- Bătălia de la Brienne, 29 ian 1814
- Bătălia de la Burgos - Bătălia de la Gamonal 7 noi, 1808
- Bătălia de la Buçaco 27 sep, 1810

## C
- Asediul de la Cádiz 5 feb 1810, 24 aug 1812
- Bătălia de la Caldiero (1796) 12 noi, 1796
- Bătălia de la Caldiero (1805) 30 oct, 1805
- Bătălia de la Caldiero (1809) 30 apr 1809
- Bătălia de la Caldiero (1813) 15 noi 1813
- Bătălia de la Campo Tenese 10 mar, 1806
- Bătălia de la Castiglione 5 aug, 1796
- Bătălia de la Champaubert 10 feb, 1814
- Bătălia de la Château-Thierry 2 feb, 1814
- Bătălia de la Copenhaga 2 apr, 1801
- Bătălia de la A Coruña 16 ian, 1809
- Bătălia de la Craonne 7 mar, 1814

## D
- Asediul de la Dantzig apr-mai, 1807
- Bătălia de la Dego 14-15 apr, 1796
- Bătălia de la Dennewitz 6 sep, 1813
- Bătălia de la Dresda 26-27 aug, 1813
- Bătălia de la Dürenstein 11 noi, 1805

## E
- Bătălia de la Ebersberg 3 mai 1809
- Bătălia de la Eckmühl 22 apr, 1809
- Bătălia de la Elchingen 14 oct, 1805
- Bătălia de la Espinosa de los Monteros 10 - 11 noi, 1808
- Bătălia de la Eylau 7-8 feb, 1807

## F
- Bătălia de la Capul Finisterre 22 iul, 1805
- Bătălia de la Friedland 14 iun, 1807
- Bătălia de la Fuentes de Oñoro 3 - 5 mai 1811

## G
- Asediul de la Gaeta 26 feb - 18 iul 1806
- Bătălia de la Gefrees 8 iul, 1809
- Bătălia de la Gebora 19 feb, 1811
- Asediul de la Gerona 6 mai - 12 dec, 1809

## H
- Asediul de la Hamburg 30 mai 1813 - 27 mai 1814
- Bătălia de la Hanau, 30 oct, 1813
- Bătălia de la Haslach-iungingen 11 oct, 1805
- Bătălia de la Heilsberg 10 iun, 1807
- Bătălia de la Hohenlinden 3 dec, 1800
- Bătălia de la Hollabrunn (1805), 16 noi, 1805
- Bătălia de la Hollabrunn (1809), 9 iul, 1809

## J
- Bătălia de la Jaffa 7 mar 1799
- Bătălia de la Jena 14 oct, 1806

## K
- Bătălia de pe Katzbach, 26 aug 1813
- Prima bătălie de la Krasnoie, 14 aug 1812
- A doua bătălie de la Krasnoie, 16-19 noi 1812
- Bătălia de la Kulm, 29-30 aug 1813

## L
- Bătălia de la Landshut 21 apr, 1809
- Bătălia de la Leipzig 16-19 oct, 1813
- Bătălia de la Ligny 16 iun, 1815
- Bătălia de la Lodi 10 mai 1796
- Bătălia de la Lübeck 6 noi, 1806
- Bătălia de la Lützen 2 mai 1813

## M
- Bătălia de la Marengo 14 iun, 1800
- Bătălia de la Medellín 28 march, 1809
- Bătălia de la Medina del Rio Seco 14 iul, 1808
- Bătălia de la Millesimo 13 apr, 1796
- Bătălia de la Râul Mincio 8 feb, 1814
- Bătălia de la Mondovi 21 apr, 1796
- Bătălia de la Montebello 9 iun, 1800
- Bătălia de la Montenotte 12 april, 1796
- Bătălia de la Montmirail 11 feb, 1814

## N
- Bătălia de pe Nil 1-2 aug, 1798
- Bătălia de la Novi 15 aug, 1799

## O
- Bătălia de la Ocaña 19 noi, 1809
- Bătălia de la Capul Ortegal 4 noi, 1805
- Bătălia de la Orthez 27 feb, 1814

## P
- Bătălia de la Pancorbo 31 oct, 1808
- Bătălia de la Râul Piave 7 - 8 mai 1809
- Bătălia de la Piramide 21 iul, 1798

## Q
- Bătălia de la Quatre Bras 16 iun, 1815

## R
- Bătălia de la Raab 14 iun, 1809
- Bătălia de la Raszyn 19 apr, 1809
- Bătălia de la Ratisbona 19-23 apr, 1809
- Bătălia de la Rivoli 14-15 ian, 1797
- Bătălia de la Rocquencourt 1 iul, 1815
- Bătălia de la Roliça 17 aug, 1808
- Bătălia de la La Rothière 1 feb, 1814
- Bătălia de la Rovereto 4 sep, 1796

## S
- Bătălia de la Saalfeld 10 oct, 1806
- Bătălia de la Sacile 16 apr, 1809
- Bătălia de la Salamanca 22 iul, 1812
- Bătălia de la Schöngrabern 16 noi, 1805
- Bătălia de la Smolensk 17 aug, 1812
- Bătălia de la Somosierra 30 noi, 1808

## T
- Bătălia de la Talavera 27-28 iul, 1809
- Bătălia de la Tamames 18 oct, 1809
- Bătălia de la Teugen-Hausen 19 apr 1809
- Bătălia de la Trafalgar 21 oct, 1805
- Bătălia de la Trebbia 17 - 19 iun, 1799
- Asediul de la Toulon sep - dec, 1793
- Bătălia de la Toulouse 10 apr, 1814
- Bătălia de la Tudela 23 noi, 1808

## U
- Bătălia de la Ulm 16-19 oct, 1805

## V
- Bătălia de la Valls 25 feb, 1809
- Bătălia de la Valmaseda 5 noi, 1808
- Bătălia de la Valutino 8 aug, 1812
- Bătălia de la Vauchamps 14 feb, 1814
- Bătălia de la Vimeiro 20 aug, 1808
- Bătălia de la Vittoria 21 iun, 1813

## W
- Bătălia de la Wagram 5-6 iul, 1809
- Bătălia de la Waterloo 18 iun, 1815
- Bătălia de la Wavre 18-19 iun, 1815
- Bătălia de la Wertingen 8 oct, 1805

## Z
- Primul asediu de la Zaragosa 15 iun - 13 aug, 1808
- Al doilea asediu de la Zaragosa 21 Dec 1808 - 21 Feb 1809
- Bătălia de la Znaim, 10-12 iul, 1809